# Bettencourt-Rivière
Bettencourt-Rivière település Franciaországban, Somme megyében. Lakosainak száma 215 fő (2022. január 1.). Bettencourt-Rivière Airaines, Condé-Folie, Hangest-sur-Somme és Longpré-les-Corps-Saints községekkel határos.

## Népesség
A település népességének változása:
| Lakosok száma | 202  | 217  | 229  | 230  | 224  | 226  | 222  | 219  | 215  |
|               | 2013 | 2015 | 2016 | 2017 | 2018 | 2019 | 2020 | 2021 | 2022 |